# Giorgio Favretto
Giorgio Favretto (Fiume, 5 dicembre 1941 – Anguillara Sabazia, 23 gennaio 2025) è stato un attore, doppiatore, direttore del doppiaggio e dialoghista italiano.

## Biografia
Si diplomò nel 1964 all'Accademia Nazionale d'Arte Drammatica "Silvio D'Amico" di Roma.
In televisione interpretò il ruolo di Maximilien nello sceneggiato televisivo del 1966 Il conte di Montecristo.
Come doppiatore curò l'adattamento dei dialoghi e la direzione del doppiaggio delle serie televisive anime Star Blazers, Lalabel e Inuyasha. Dette poi voce a un personaggio del film giapponese Pom Poko.
Fra gli attori doppiati figurano, fra gli altri, Roger Moore, Rutger Hauer, Adam Arkin, Lee Majors, Héctor Elizondo, Richard Roundtree, Mitchell Ryan, Luis Guzmán e David Clennon.
È morto a Anguillara Sabazia il 23 gennaio 2025, all'età di 83 anni.

## Filmografia

### Cinema
- Il Gattopardo, regia di Luchino Visconti (1963)
- Le voci bianche, regia di Pasquale Festa Campanile e Massimo Franciosa (1965)
- La stirpe di Caino, regia di Lamberto Benvenuti (1971)
- L'Aretino nei suoi ragionamenti sulle cortigiane, le maritate e... i cornuti contenti, regia Enrico Bomba (1972)
- ...e si salvò solo l'Aretino Pietro, con una mano davanti e l'altra dietro..., regia di Silvio Amadio (1972)
- Il delitto Matteotti, regia di Florestano Vancini (1973)
- Come fu che Masuccio Salernitano, fuggendo con le brache in mano, riuscì a conservarlo sano, regia di Silvio Amadio (1974)
- Miami Golem, regia di Alberto De Martino (1985)

### Televisione
- Biblioteca di Studio Uno – miniserie TV, 3 episodi (1964)
- La cena delle beffe, regia di Guglielmo Morandi – film TV (1965)
- Il conte di Montecristo – miniserie TV (1966)
- Nero Wolfe – serie TV, 1 episodio (1969)
- Qui squadra mobile – miniserie TV (1973)
- Murat, regia di Silverio Blasi – miniserie TV (1975)
- Delitto sulle punte, regia di Pino Passalacqua – film TV (1977)
- Castigo – miniserie TV (1977)
- Nel silenzio della notte, regia di Mario Caiano – film TV (1977)
- Luigi Ganna detective – serie TV, 1 episodio (1979)
- La vedova e il piedipiatti – miniserie TV (1979)
- Quattro grandi giornalisti – miniserie TV (1980)
- Il gioco degli inganni – miniserie TV (1980)
- Ricatto internazionale – miniserie TV (1980)
- L'assedio – miniserie TV (1980)
- Illa - Punto di osservazione – miniserie TV (1981)
- Quell'antico amore – miniserie TV (1981-1982)
- Il caso Murri – miniserie TV (1982)
- Galassia 2 – serie TV (1983)

## Prosa televisiva RAI
- Il gioco delle vacanze, regia di Carlo Di Stefano, trasmessa il 13 agosto 1965.

## Doppiaggio

### Cinema
- Alan Arkin in L'ultimo contratto
- Lee Majors in Big Fat Liar - Una grossa bugia a Hollywood
- Héctor Elizondo in Beverly Hills Cop III - Un piedipiatti a Beverly Hills III
- Beau Starr in A proposito di uomini
- Richard Portnow in Ghost Dog - Il codice del samurai
- Bernie Casey in On the Edge
- Jared Martin ne Il ragazzo dal kimono d'oro
- Larry Bryggman in Riccardo III - Un uomo, un re
- M.C. Gainey in Con Air
- Jean Rochefort in L'enfer

### Televisione
- Mitchell Ryan in Robert Kennedy, la sua storia e il suo tempo, Executive Suite
- Dietmar Huhn in Squadra Speciale Cobra 11,  Squadra Speciale Cobra 11 - Sezione 2
- Roger Moore in Bed & Breakfast - Servizio in camera
- Rutger Hauer in Fuga da Sobibor
- Jared Martin in Dallas
- David Clennon in Saved
- Richard Dawson in Gli eroi di Hogan
- James Brown in Le avventure di Rin Tin Tin (2ª edizione)
- Richard Riehle in Matrimonio per papà
- M.C. Gainey in Una vacanza di tutto... lavoro
- Harvey Atkin in Law & Order - Unità vittime speciali
- Troy Evans in E.R. - Medici in prima linea
- Ron Leibman in Kazinsky
- Richard Roundtree in MacGyver
- Luis Guzmán in  Oz
- Steven Hill in Law & Order - Unità vittime speciali (ep. 1x15)

### Animazione
- Shelby Forthright in WALL-E
- Inugami Gyobu in Pom Poko
- Tokumaru ne La collina dei papaveri
- Chichiyaku ne La città incantata (ridoppiaggio 2014)
- Telespalla Bob ne I Simpson (ep. 3x21)

### Direzioni

#### Film
- L'ora scarlatta, Sipario di ferro, Il figlio della tempesta, Stelle di cartone, Il richiamo, Agneska, Una casa sotto al cielo, Laura non c'è, Una furtiva lacrima, Uno yankee alla corte di re Artù, Voglia di potere, Michael Shayne, investigatore privato, Michael Shayne e l'enigma della maschera, Michael Shayne va all'ovest, Michael Shayne e il mistero dei diamanti, Michael Shayne e l'uomo che non voleva morire, Michael Shayne va a Broadway, Michael Shayne e il mistero delle false monete

#### Televisione

##### miniserie TV
- Robert Kennedy, la sua storia e il suo tempo, Washington a porte chiuse, Roosevelt: The Last Year, Fuga da Sobibor, Personal Best, Crossing, Stelle sopra Colombo, Ford: l'uomo e la macchina

##### Film TV
- Liberate mio figlio, Affondate la Greenpeace, The Soul Collector, Alien Cargo, Mutazioni genetiche, Teenage Alien Avenger

##### Serie TV
- Matt Houston, Switch, Dallas, Hotel Alexandria, High Incident, Pensacola - Squadra speciale Top Gun, North Shore, Touching Evil, Squadra Speciale Stoccarda, Home & Away (soap opera), La bottega dei miracoli (telenovelas)

#### Animazione
- Kum Kum, Hercules, Star Blazers, L'impareggiabile Lady Gomma, Toriton, B-Daman